# Elecciones parlamentarias de Hungría de 1944
Las elecciones para la Asamblea Nacional Interina fueron realizadas en Hungría en noviembre de 1944. Los candidatos fueron elegidos en reuniones públicas en 45 ciudades y las ciudades que estaban bajo el control del Ejército Rojo. Una cantidad adicional de 160 diputados fueron elegidos en territorios liberados entre el 2 de abril y el 24 de junio de 1945.
El Partido Comunista Húngaro ganó 89 de los 230 escaños, aumentando a 166 de los 498 escaños tras las elecciones de 1945. La Asamblea se convocó por primera vez en Debrecen entre el 21 y 22 de diciembre de 1944, estableciendo un nuevo gobierno y declarando la guerra a la Alemania Nazi. Su segunda convocatoria se realizó en Budapest en septiembre de 1945, estableciendo nuevas elecciones parlamentarias y aprobaron una nueva legislación sobre la redistribución del territorio nacional.

## Resultados
| Partido                                                                                  | Noviembre de 1944 | Abril de 1945 | Junio de 1945 | Total de Escaños |
| Partido                                                                                  | Escaños           | Escaños       | Escaños       | Total de Escaños |
| ---------------------------------------------------------------------------------------- | ----------------- | ------------- | ------------- | ---------------- |
| Partido Comunista Húngaro                                                                | 89                | 36            | 41            | 166              |
| Partido Socialista Obrero Húngaro                                                        | 42                | 38            | 45            | 125              |
| Partido Independiente Cívico de los Pequeños Propietarios y de los Trabajadores Agrarios | 57                | 16            | 51            | 124              |
| Partido Nacional Campesino                                                               | 16                | 6             | 20            | 42               |
| Partido Cívico Democrático                                                               | 12                | 6             | 3             | 21               |
| Independientes                                                                           | 14                | 6             | 0             | 20               |
| Total                                                                                    | 230               | 108           | 160           | 498              |
| Fuente: Nohlen & Stöver                                                                  |                   |               |               |                  |